# Chiesa di San Nicola in Arcione
La chiesa di San Nicola in Arcione era una chiesa parrocchiale di Roma che sorgeva all'angolo tra la via in Arcione e l'odierna via del Traforo, a nord del palazzo del Quirinale, nel rione Trevi, accanto all'entrata del traforo Umberto I. Era dedicata a san Nicola di Mira. Fu demolita per l'apertura del traforo assieme a una parte del palazzo Gentili del Drago.

## Storia

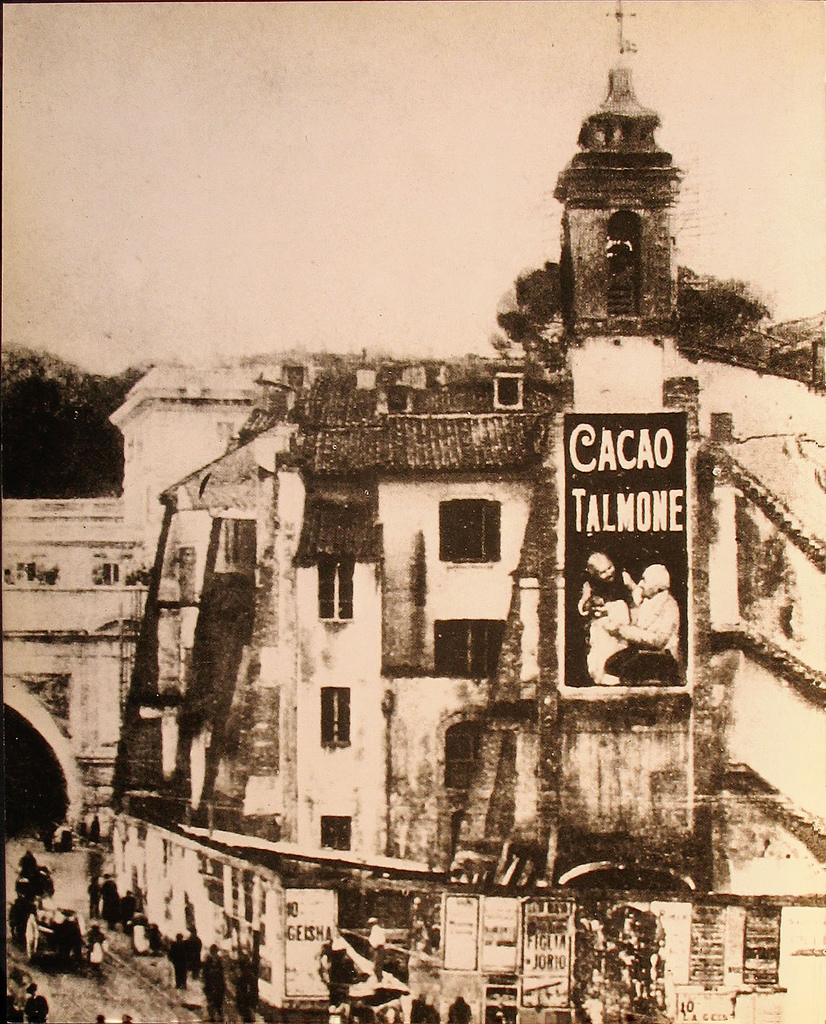
Il campanile della chiesa in una fotografia degli anni 1900 (sullo sfondo si trova il traforo Umberto I).

Nei documenti storici, questa chiesa è chiamata in genere con il nome di San Niccolò degli Arcioni (usando una variazione del nome "Nicola"). Era anche nota come San Niccolò a Capo di Casa perché, nel Medioevo, si trovava ai confini di una regione occupata da varie abitazioni. Vi sono dei riferimenti ambigui in delle bolle papali del 955 e 962 su una chiesa sussidiaria di San Silvestro in Capite con la stessa dedica, ma è impossibile confermare se si tratti di questa chiesa specifica. La prima citazione inequivocabile è del 1163.
Durante il pontificato del papa Innocenzo XI (1676-1689), la chiesa venne restaurata ed è probabile che divenne una sede parrocchiale (se non lo era già prima). Infatti, nel 1678 passò ai frati serviti, che la ricostruirono basandosi su un progetto di Gerolamo Theodoli e si stabilirono in un convento adiacente. Nel diciottesimo secolo la parrocchia prosperava abbastanza che una delle sue confraternite possedeva un oratorio nei paraggi, quello del Santissimo Crocifisso Agonizzante in Arcione, della Confraternita del Santissimo Sacramento in Arcione.
Tuttavia, la parrocchia venne soppressa nel 1824 e il convento venne chiuso tre anni dopo. La chiesa fu assegnata a una confraternita dedicata alla preghiera per le anime nel Purgatorio. Un acquerello di Achille Pinelli del 1834 raffigura la chiesa con un'iscrizione che recita ARCHICONF JESU MARIA ET JOSEPH ("Archiconfraternita Jesu Mariae et Iosephi"), da cui si evince che probabilmente la confraternita aveva attuato qualche restauro nell'edificio. Dopo che la confraternita perse popolarità, l'edificio ne soffrì: per questo motivo la chiesa fu espropriata dal comune di Roma e demolita all'inizio del ventesimo secolo. I documenti di espropriazione sono del 1907 e si ritiene che la demolizione sia avvenuta nel 1908. Stranamente, nel 1927 Christian Hülsen affermava che la chiesa era ancora in piedi.

## Descrizione

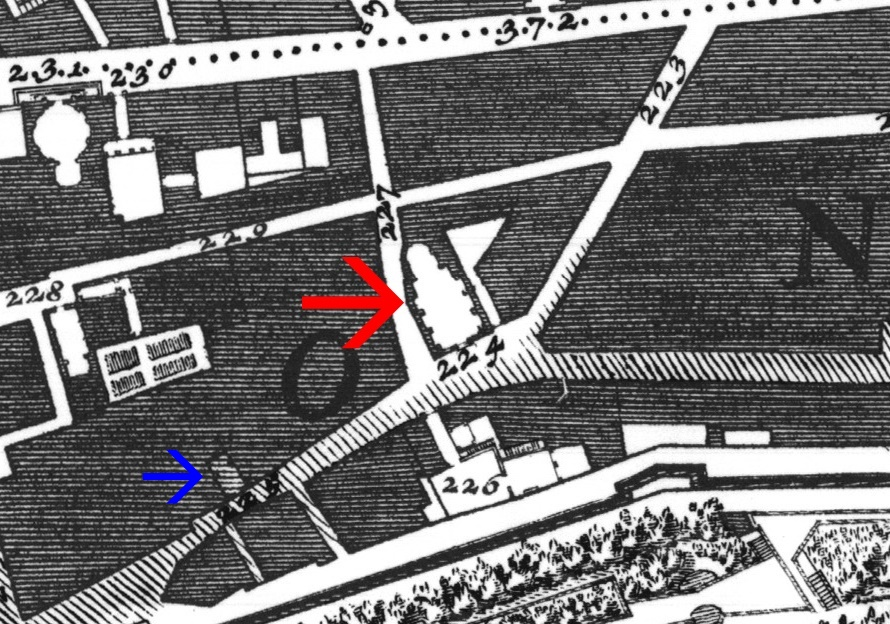
L'ubicazione della chiesa (indicata dalla freccia rossa) nella mappa di Roma di Giovanni Battista Nolli (1748). La freccia blu indica il vicino oratorio del Santissimo Crocifisso Agonizzante in Arcione.

La via in Arcione incontra la via del Traforo in un piccolo slargo. A nord di essa si trova un complesso neobarocco costruito all'inizio del ventesimo secolo con la facciata principale su quest'ultima via; dove si trova il lato di questo blocco rivolto sullo slargo c'era la facciata della chiesa. La parete sinistra costeggiava il vicolo del Gallinaccio. Attualmente quest'ultima via è retta, ma prima della demolizione c'era una piccola curva che seguiva l'estremità della chiesa, che rivela che questa era più antica della strada. Il convento si trovava a est della chiesa. Un portale immetteva a un passaggio che, a sua volta, portava a un cortile a forma di triangolo rettangolo. Tutto ciò si trovava dove oggi passa la via del Traforo.
La chiesa propriamente detta non era piccola, nonostante nelle fonti venisse definita una "chiesuola". Aveva una navata rettangolare con un soffitto a volta che poggiava su due coppie di pilastri. C'era anche un presbiterio rettangolare trasversale leggermente più stretto della navata. Alla fine c'era un'abside dalla forma semicircolare.
La facciata aveva due piani. Il primo aveva quattro coppie di lesene ioniche, con le due coppie interne a lesene sovrapposte sul lato esterno e quelle agli angoli della facciata con le lesene sovrapposte sul lato interno (l'acquerello di Pinelli semplifica questo punto, dato che differisce da una foto anteriore alla demolizione). Queste lesene sostenevano una trabeazione con l'iscrizione della confraternita sul fregio e una cornice marcapiano. L'ingresso era sormontato da un piccolo timpano con un tondo nel quale si trovava una scultura (un tempo vi si trovava un affresco di san Nicola di Francesco Rosa).
Il secondo piano aveva quattro lesene corinzie con delle sovrapposizioni simili a quelle del piano inferiore. Al centro c'era una grande finestra rettangolare, sopra la quale si trovava una conchiglia in rilievo dentro un archivolto formato da una curva dell'architrave della trabeazione soprastante. Il frontone in cima era doppio, con un segmentato inserito nel timpano di un frontone triangolare più grande.

### Interno
C'erano tre altari laterali su ciascun lato. La volta fu affrescata da Giuseppe Passeri (ma venne attribuita erroneamente a Giacomo Triga nel diciannovesimo secolo, come testimonia Diego Angeli) e rappresentava un'Apoteosi di San Nicola. L'altare maggiore possedeva una pala d'altare di Pietro Sigismondi che raffigurava Cristo e la Madonna con san Nicola e san Filippo Benizi, affiancata da un affresco con dei putti, sempre del Passeri. La prima cappella laterale del lato sinistro era dedicata a sant'Antonio di Padova e ospitava una pala d'altare di Andrea Sacchi e un dipinto di san Pellegrino Laziosi, una copia di un'opera di Domenico Rinaldi nella chiesa di San Marcello al Corso. La seconda era dedicata a san Francesco d'Assisi e aveva una pala d'altare che raffigurava un San Francesco nel deserto del Cavalier d'Arpino. La terza era dedicata al battesimo di Gesù e vi si trovavano un quadro su questo tema realizzato da Carlo Maratta e un altro del Beato Gioacchino Piccolomini, di Giuseppe Tommasi.
Continuando dall'altro lato, la terza cappella a destra era dedicata ai sette fondatori dell'Ordine dei Serviti e la pala d'altare era di Francesco Ferrari. Lì si trovava anche la tomba di Emilia Lezzani, un'opera scultorea di Ignazio Jacometti (1847) che raffigurava una giovane signora romana che era presentata a Cristo. La seconda cappella era dedicata alla crocifissione di Gesù e ospitava un crocifisso che era una copia di un altro che si trovava nel palazzo Albani. Infine, la prima cappella a destra era dedicata a san Lorenzo, con la pala San Lorenzo che disputa col tiranno di Luigi Gentili. Lì c'erano anche un busto di marmo di Cristo di Cosimo Fancelli, scolpito nello stile del Bernini, e un bassorilievo elegante a forma di medaglione che commemorava Tecla Jablononski, una principessa polacca che morì nel 1820. In questa chiesa furono sepolti la salottiera Margherita Sparapani Gentili, il poeta Gioacchino Pizzi e l'archeologo Lorenzo Re.